# 聖佩德羅德卡斯塔區

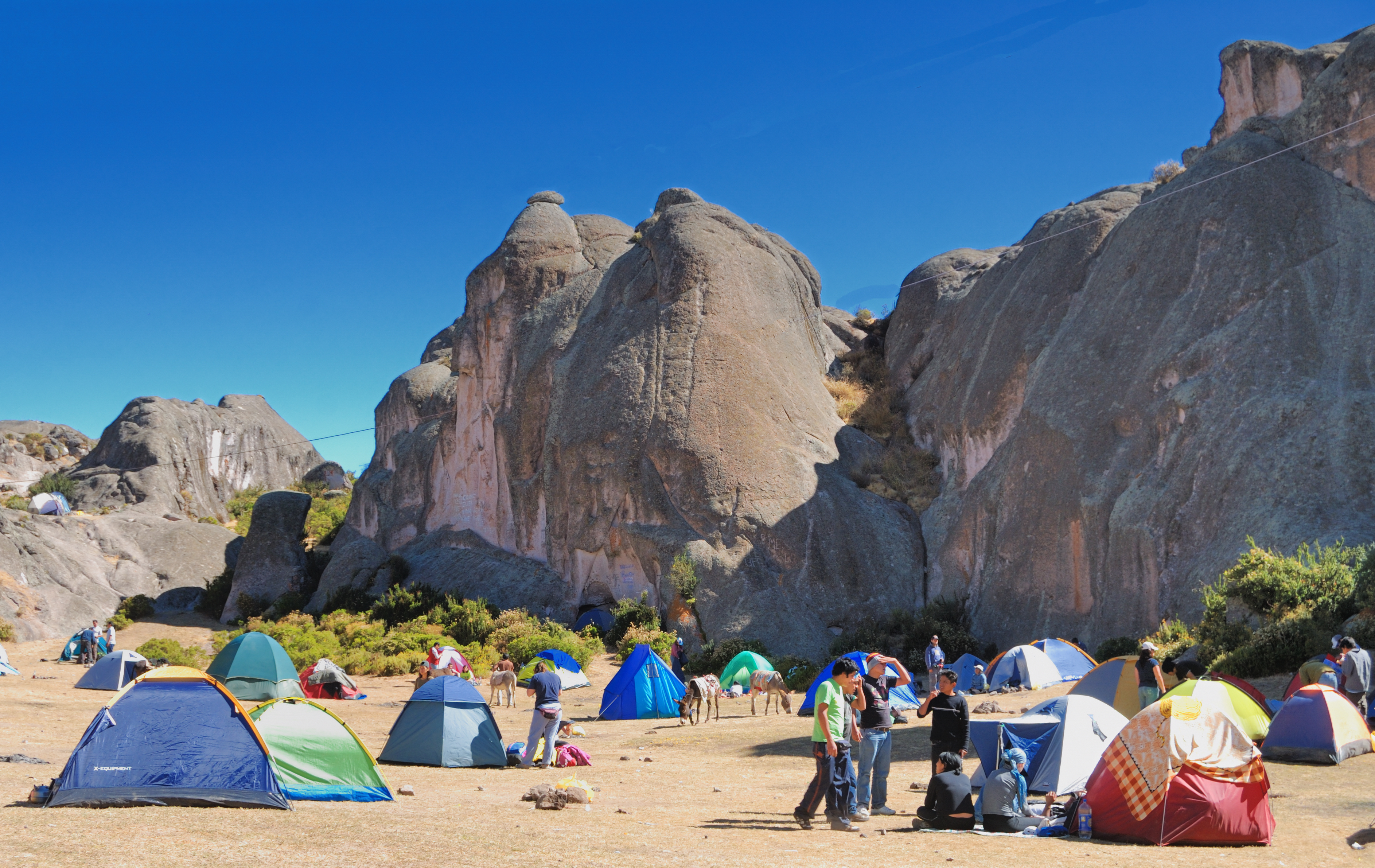

11°45′30″S 76°35′56″W / 11.75833°S 76.59889°W
聖佩德羅德卡斯塔區（西班牙語：Distrito de San Pedro de Casta），是秘魯的一個區，位於該國中南部利馬大區的瓦羅奇里省，面積79.9平方公里，海拔高度3,180米，2005年人口999，人口密度每平方公里13人。